# Вилхелм фон Валдщайн
Вилхелм фон Валдщайн 'Стария' (на немски: Wilhelm 'der Ältere' Freiherr von Waldstein zu Stepanicz und Jaworek; * 5 януари 1475 в Турнов, Чехия; † 1557) е фрайхер от род Валдщайн, господар на Степаниц и Яворек в Бохемия, в Чехия.

## Живот
Той е син на Ян/Йохан фон Валдщайн-Алтщат († 29 юли 1506) и съпругата му Анна Свхиховски з Риземберк, дъщеря на Вилхелм V 'Строгия' Свиховски з Риземберк и Схоластика фон Циротин. Внук е на Хайнрих фон Валдщайн-Айзенфурт и Елизабет фон Кован († пр. 1478), дъщеря на Сулек фон Кован . Брат е на Жири († 1533) и фрайхер Зденек/Зденко фон Валдщайн († 29 август 1525, Арнау).
Вилхелм фон Валдщайн създава „линията Ломнице (Ломнитц)“, която съществува до днес. Той е хауптман на регион Храдец (Кьониггрец) и умира през 1557 г. на 81 години.
Внукът му Адам фон Валдщайн (1570 – 1638) става първия имперски граф на Валдщайн.

## Фамилия
Първи брак: с Агнес фон Цинцендорф, дъщеря на Кристоф II фон Цинцендорф († 1539) и София фон Потендорф. Бракът е бездетен.
Втори брак: с Аполония Кцернкзики († 1562), дъщеря на Йохан Кцернкзики и Магдалена Сехушикцки фон Нестагов. Те имат седем деца, между тях:
- Йохан (Ян) фон Валдщайн 'Стари' (* ок. 1500; † 15 юни 1576), фрайхер на Валдщайн-Перутц, Камерберг, Степаниц, Лобозитц, главен съдия в Бохемия, щатхалтер на Бохемия, женен I. за фрайин Мария Елизабет Крагжрц з Крайгк († 24 април 1565), II. за Магдалена фон Вартенберг († 1592) и има с нея двама сина:
  - Адам фон Валдщайн (1570 – 1638), първият имперски граф на Валдщайн
- Фридрих фон Валдщайн (* ок. 1502; † 13 юли 1569), женен 1555 г. за Максимилиана фон Фраунберг цум Хааг († 14 септември 1559); бездетен
- Зденек (* ок. 1530; † 30 март 1574 от чума в Прага), женен за графиня Мария з Мартиниц (* ок. 1530; † ок. 17 януари 1606)
- Венцел фон Валдщайн (* ок. 1508; † 20 август 1579), губернато/хауптман на регион Храдец (Кьониггреь), женен за фрайин Елизабет з Мартиниц († 14 февруари 1605)